# Leary (Georgia)
Leary è un comune (city) degli Stati Uniti d'America che si trova nella Contea di Calhoun, nello Stato della Georgia.
La città occupa una superficie totale di 8,3 km².

## Società

### Evoluzione demografica
Nel censimento del 2000 la città aveva 666 abitanti, con una densità di popolazione di 80,6 abitanti per km². Il 21,47% della popolazione era composto da bianchi americani, il 75,68% da afroamericani, lo 0,75% da nativi americani, l'1,35% da altre etnie e lo 0,75% da due o più etnie. Gli ispano-americani rappresentavano il 2,85% della popolazione.